# Johann Neuhauser (Politiker)
Johann „Hans-Karl“ Neuhauser (* 23. April 1924 in Bruneck; † 27. Jänner 2003) war ein Südtiroler Politiker. 

## Biographie
Neuhauser besuchte die Handelsschule in Innsbruck und trat anschließend ins väterliche Geschäft ein, das er nach seiner Rückkehr aus Gefangenschaft nach dem Zweiten Weltkrieg übernahm. Politisch engagierte er sich in der Südtiroler Volkspartei (SVP), in der er 14 Jahre lang als Obmann des Bezirks Pustertal diente. Anfang 1973 konnte er durch den Rücktritt Heinold Stegers in den Südtiroler Landtag und damit gleichzeitig den Regionalrat Trentino-Südtirol nachrücken, denen er auch in der folgenden Legislaturperiode bis 1978 angehörte.